# A bálvány
A bálvány (L’idole) Robert Merle Goncourt-díjas francia író 1987-ben írt romantikus regénye. Cselekményes, könnyed, pajzán történet; Vittoria Accoramboni (1557–1585) és Paolo Giordano Orsini herceg (1541–1585) szerelmét és rövid boldogságát meséli el.
Vittoria Accoramboni – majd első házassága után signora Vittoria Peretti – élettörténete már korábban is feltűnik John Webster: A fehér démon (1612) című drámájában és Stendhal: Itáliai krónikák (1837) kötetének egyik rövid elbeszélésében. Azzal gyanúsítják, hogy mindkét férjét megölte, és sugallják: „testében az Ördög lakott”! Alakja megjelenik még a Goethe utáni német romantika egyik kevésbé ismert írója, Ludwig Tieck történelmi regényében is (1840), aki az előző szerzőkkel teljes ellentétben a szépség, a költészet és életerő ideáljaként, a romantikus szabadságeszmény diadalaként mutatja be Vittoria életét, aki fölébe emelkedett kora hatalmi harcainak és erkölcsi korlátainak.
Merle szerint Webster és Stendhal „mélységesen igazságtalanul bánnak” a legendás szépasszonnyal; „nyilvánosan bemocskolták a nevét”, felültek a puritán, nőgyűlölő mendemondáknak, miközben a tények arról tanúskodnak, hogy Vittoria áldozat volt. 1957-ben egy méltányos hangvételű, kizárólag a történelmi eseményeket bemutató elbeszélést írt az asszonyról. Későbbi kutatásai során újabb életrajzi részletekre bukkant, ezért eldobta korábbi írását és belefogott a Bálvány megírásába: „Vittoria kedves volt, intelligens, művelt és nagylelkű. Persze nem ezek az erényei emelték bálvánnyá, hanem az az eltúlzott hódolat, amellyel a férfiuralmú társadalmak adóznak a női szépségnek. S ez a határtalan hódolat veszélyes … egy vaskos és fantáziadús regényt kell írnom, újabb és más nézőpontból ábrázolt szereplőkkel, gazdag emberi hátteret kell teremtenem, s olyan elbeszélésmódot találnom, amely érzékelhetővé teszi azt a rendkívül bonyolult helyzetet, amelyben Vittoria vergődött.”
Merle szándékának megfelelően A bálványban a központi cselekménnyel egyenrangú (sőt néhol fontosabb) szerepet kap a reneszánsz kori Itália zűrzavaros, cselszövésekkel terhes társadalmának bemutatása. A 16. század Európáját jellemző szokások és ellentmondásos normák fontosságát hangsúlyozandó az író különös nézőpontból tárja elénk az eseményeket: „egyes szám első személyben adja elő mondanivalóját, miközben az elbeszélő személye folyamatosan változik. Húsz ember szemén keresztül látjuk lezajlani Vittoria és Paolo tragikus szerelmének történetét, amely az 1570-es évek derekán kezdődik.”
A Bálványban Merle mesélőkedve a „Francia históriák” regénysorozat hangulatát és korát idézi. Az írásmód maga a kaland; a jelentéktelennek tűnő részletek abszurd módon bonyolítják az eseményeket egészen addig, míg a szomorú sorsú hősnőt eltiporja a „főhős” – maga a történelem.

## Cselekménye
|  | Alább a cselekmény részletei következnek! |

Az umbriai Gubbióban megtelepedett Accoramboni család egy majolikaüzem működtetésével és kereskedelemmel nagypolgári egzisztenciát teremt. 1570 nyarán pestisjárvány tör ki a városban, ezért felesége unszolására az egyik fivér, három gyermekükkel és egyik unokahúgával vidékre költözik. „Gyávaságuk” megmenti az életüket, de mivel a Gubbióban maradók mind a járvány áldozataivá lesznek, az üzlet hanyatlásnak indul - félő, hogy a család elszegényedik.
A nagyravágyó feleség csodaszép, tizenhárom éves leányuk előnyös kiházasításában látja a család anyagi gondjainak megoldását. Ezért az apa egyik fiával visszatér Gubbióba, hogy szorgos munkával annyi aranyat teremtsen elő, amely fedezi felesége, lánya Vittoria, annak ikertestvére Marcello és unokahúga Giulietta Rómába költözését és a gazdag frigy reményében eljátszott fényűző társasági életüket. Ám a várt eredmény elmarad; a „földig omló szőke hajával kirakatba tett” gyönyörű Vittoria, majd’ három év elteltével sem talál „méltó” kérőre. Ekkor az apa meghal, és nincs idő tovább válogatni – Vittoriát feleségül adják Francesco Perettihez, aki Montalto bíboros fiává fogadott unokaöccse, és őszentsége XIII. Gergely pápa harmadik kamarása.
Peretti figyelmes, kellemes férfi, „minden létező erénnyel felruházva. Csak azok a tulajdonságok hiányoztak belőle, amelyek érdekessé tesznek egy embert.” A mogorva bíboros – aki mindvégig csodálja menye műveltségét és éleselméjűségét – és a férj – aki reszkető imádattal lesi felesége kívánságait – mindentől óvják, őrzik Vittoriát, akit immár hat éve tartó házassága sem boldogsággal, sem szerelemmel, sem az anyaság örömével nem ajándékozott meg … és ekkor színrelép az álmodott hős – Paolo Giordano Orsini, Bracciano hercege, a lepantói csata velencei flottájának parancsnoka, jóízlésű, szellemes, művelt, délceg férfiú személyében.
Szerelem első látásra – ám mindketten házasok, hogyan lehetnének egymáséi? 1581. március 19-i véletlen találkozásukkal kezdetét veszi az ármánnyal, gyilkosságokkal, árulással, politikai csatározással, fegyveres lázadással teli eseménysor. Merle izgalmasan gombolyítja az idő fonalát; és a találkozás nagy pillanatától kezdve sokkal részletesebben, szinte hónapokra bontva meséli el Vittoria és Paolo életének utolsó, és egyben legmozgalmasabb, négy évét.
Orsini herceg megöleti feleségét, Isabella de’ Medicit; e gyilkosság, egyfelől természetes esemény, mivel a herceg házasságtörésen kapta feleségét, akinek a kor normái szerint életével kellett fizetnie botlásáért; másfelől halálos ellenségeket szerez egykori felesége befolyásos, nagyhatalmú családja körében. A Mediciek mindenképpen meg akarják hiúsítani a herceg újabb házasságát; de nem húguk halála feletti bosszúvágyból, hanem mert félnek, hogy a hatalmas Orsini-vagyon kicsúszik a kezükből.
Kapzsiságból kettős játékba kezd az Orsini-család ifjabbik, grófi ágához tartozó testvérpár, Lodovico és Raimondo Orsini is, akik felemelkedésük és gazdagodásuk reményében a hercegi cím és vagyon várományosát, az ifjú Virginio herceget (Paolo Orsini és Izabella egyetlen fiát) támogatják, és rajta keresztül szintén a Mediciek érdekeit szolgálják. 1581 és 1585 között, látszólag nagybátyjuk ügyeinek előmozdítása érdekében végrehajtott kéretlen gyilkosságaikkal és cselszövéseikkel hatalmas akadályokat gördítenek Paolo és Vittoria boldogsága útjába. Valódi szerepük sajnos túl későn lepleződik le.
A regény cselekménye fölött mindvégig ott lebeg a pápai trón öröklésének kérdése, valamint az egyházi hatalommal való visszaélések visszássága. Az immár idős és sokat kritizált XIII. Gergely, aki nem él túl okosan szinte korlátlan egyházi és világi hatalmával, személyes bosszúból beavatkozik a pár szerelmi történetébe. Vittoria Perettit, legelszántabb kritikusa Montalto bíboros menyét, és világi ellenfele Orsini herceg szerelmét az Angyalvár börtönébe záratja, és elégedetten úgy hiszi, ügyesen elrendezte az ügyet. Téved. Igazságtalan döntése zavaros és véres eseményeket indít el, majd halála (1585. április 10.) után két héttel a konklávé Montaltót pápává választja, aki V. Sixtus néven hatalomra lép és ugyanezen a napon Orsini herceg és Vittoria újraházasodnak.
Omnia vincit amor? – Nem. Boldogságuk kérészéletű, 1585. december 25-én már mindketten halottak.
|  | Itt a vége a cselekmény részletezésének! |

## Magyarul
- A bálvány; ford. Kamocsay Ildikó; Európa, Bp., 1994